# Hofmaenneria niddensis
Hofmaenneria niddensis is een rondwormensoort uit de familie Xyalidae. De wetenschappelijke naam van de soort werd in 1921 als Cylindrolaimus niddensis gepubliceerd door Elisabeth Skwarra. De soort werd in 1940 door W. Schneider in het geslacht Hoffmaenneria geplaats, een nieuw geslacht waarvoor hij verzuimde een typesoort aan te wijzen. In die omissie werd in 1957 voorzien door Sebastian Adam Gerlach en Arwed Meyl, die de naam (correct) als Hofmaenneria spelden.